# 北京绿十字
北京绿十字是在中国民政局注册的民间非营利环保机构，创办于2003年12月，总部位于中国北京。北京绿十字宣称的宗旨为：做好小事，为农民服务。组织理念为：行动代替等待。组织主要投身与：乡城生态环境修复、乡镇规划设计、新农村建设系统培训、环境、文明、道德与公众参与的教育等领域。
绿十字组织的精神内涵为：红十字拯救人类  绿十字关爱自然。项目实施方式：知情、明理、参与、持续。